# DeSoto (azienda)
DeSoto è stato un marchio automobilistico statunitense attivo tra il 1928 e il 1961 che faceva parte del gruppo Chrysler.
Il nome del marchio automobilistico derivava dal navigatore e conquistador spagnolo Hernando de Soto, la cui immagine stilizzata compariva anche sulle vetture. Il marchio DeSoto fu ufficialmente soppresso il 30 novembre 1960 dopo oltre due milioni di vetture vendute. Vetture DeSoto continuarono ad essere commercializzate anche l'anno successivo per esaurire le scorte di magazzino.

## Storia

### 1929-1942

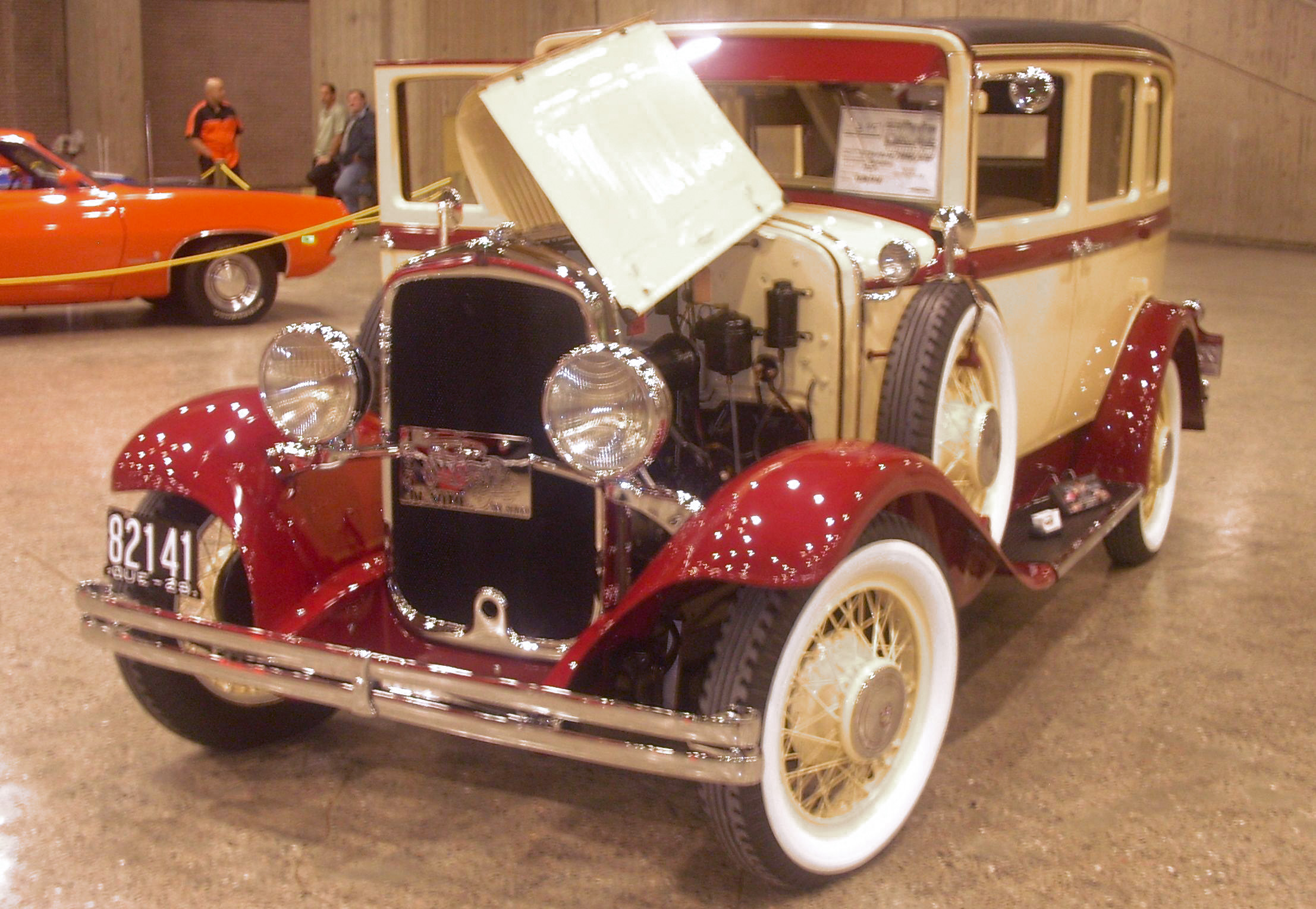
Una DeSoto del 1929

La DeSoto fu fondata da Walter Chrysler il 4 agosto 1928 per contrastare i modelli di prezzo medio dei rivali, cioè General Motors, Studebaker e Willys-Knight. Poco dopo che la DeSoto fu introdotta, Chrysler completò i suoi piani di acquisto con l'acquisizione della Dodge, dando così al gruppo ben due marchi che vendevano vetture di prezzo medio.
Inizialmente la strategia di possedere due marchi automobilistici che si rivolgevano allo stesso tipo di mercato fu di successo, con la DeSoto collocata appena al di sotto della Dodge. Nonostante la crisi economica dell’epoca, le vendite della DeSoto all'inizio andarono bene, tanto che superarono nel 1932 quelle della Dodge di 25.000 unità.
Nel 1933 la Chrysler invertì la posizione nel mercato dei due marchi con la speranza di risollevare le vendite della Dodge. A seguito dello spostamento della collocazione di mercato verso una tipologia di vettura di più alta gamma, i corpi vettura dei modelli DeSoto vennero disegnati in modo tale da richiamare quelli della Chrysler Airflow del 1934, che aveva una linea decisamente aerodinamica, e dunque molto particolare. Questo design, applicato ai telai più corti della DeSoto, fu un disastro, e fu molto impopolare tra i potenziali clienti.
Al contrario della Chrysler, che aveva modelli più tradizionali su cui ripiegare, la DeSoto fu penalizzata dalle linee della Airflow fino al 1935, quando fu lanciato sul mercato il modello Airstream. I modelli DeSoto che furono commercializzati dopo la Airstream, e fino al 1942, furono di successo, e tra quelli che precedettero la seconda guerra mondiale erano presenti delle vetture con caratteristiche particolari, come quelle che montavano fari a scomparsa.

### 1946-1960

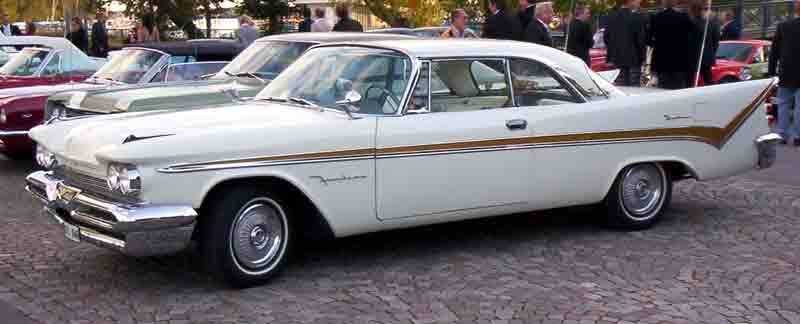
Una DeSoto Firedome del 1959

Dopo il secondo conflitto mondiale, durante il quale furono applicate delle restrizioni alla produzione industriale che imposero la produzione bellica, la DeSoto tornò all'attività di fabbricazione di automobili per scopi civili. I modelli commercializzati nel 1946 furono gli stessi del 1942, ma a differenza di questi ultimi erano privi di fari a scomparsa, anche se erano dotati di parafanghi che si estendevano lungo quasi tutta la fiancata delle vetture. Quest'ultima peculiarità caratterizzava anche i modelli contemporanei della Chrysler.

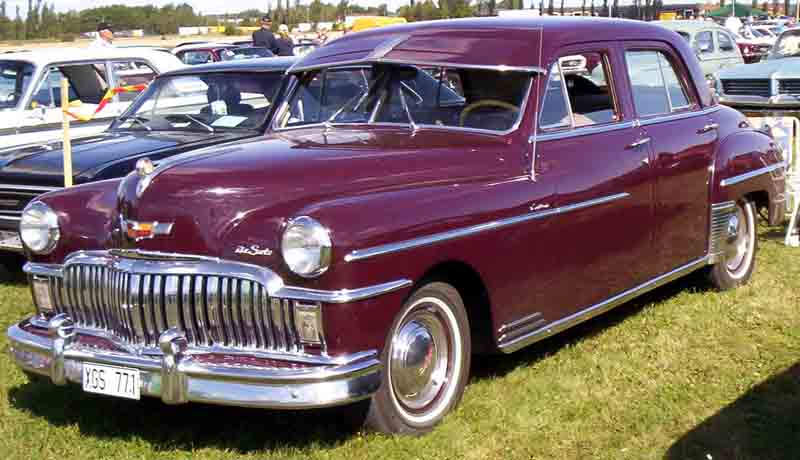
Una DeSoto Custom quattro porte berlina del 1949

Dal 1946 al 1952 la DeSoto commercializzò due modelli, la Deluxe e la Custom. Nel 1952 si aggiunse la Firedome con il suo motore hemi da 4526 cm³. Nel 1953 la DeSoto ritirò le denominazioni Deluxe e Custom chiamando le proprie auto con motore a sei cilindri “Powermaster”, e quelle ad otto cilindri “Firedome”.
All'apice del successo, i modelli DeSoto più celebri furono la Firesweep, la Firedome e la Fireflite. La Adventurer, introdotta nel 1956 come hard-top ad alte prestazioni, completò l'offerta della DeSoto. Quest'ultima era piuttosto simile alla Chrysler 300.
Nel 1955, unitamente a tutti i modelli Chrysler, le DeSoto vennero ridisegnate da Virgil Exner all'interno del programma stilistico "Forward Look". Le DeSoto ora avevano delle imponenti pinne posteriori sopra le quali erano installati tre fanali. Nel 1956, soprattutto grazie al restyling, le vendite per la DeSoto andarono molto bene. Nello stesso anno, una DeSoto fu la pace car della 500 Miglia di Indianapolis.
Nel 1957 furono operate due modifiche. La prima coinvolse la Firesweep, che fu installata su un telaio da 3.099 mm di marca Dodge. Su di esso erano montati anche dei parafanghi particolari, sempre del marchio appena citato. La Firedome, la Fireflite e la Adventurer furono montate invece sul telaio da 3.200 mm della Chrysler. I modelli si distinguevano inoltre per l'allestimento, per i paraurti (che potevano essere più o meno massicci), per la calandra, per le luci posteriori, per la scelta dei colori, per la strumentazione e per l'eventuale presenza di finiture esterne particolari.
A causa della crisi economica del 1958 le vendite di autovetture di medio prezzo calarono drasticamente, e quelle della DeSoto non furono da meno. Infatti, le vendite di vetture DeSoto nel 1958 scesero del 60% rispetto all'anno precedente, facendo diventare l'anno in questione il peggiore del marchio dal 1938. Il calo di vendite continuò anche nel 1959 ed il 1960. Durante quest'ultimo, in particolare, si vide un'ulteriore diminuzione del 40% rispetto all'anno precedente, che era già basso di vendite. A seguito di questa congiuntura iniziarono a circolare delle voci che riportavano la possibile chiusura del marchio DeSoto.

### Il 1961, l'ultimo anno

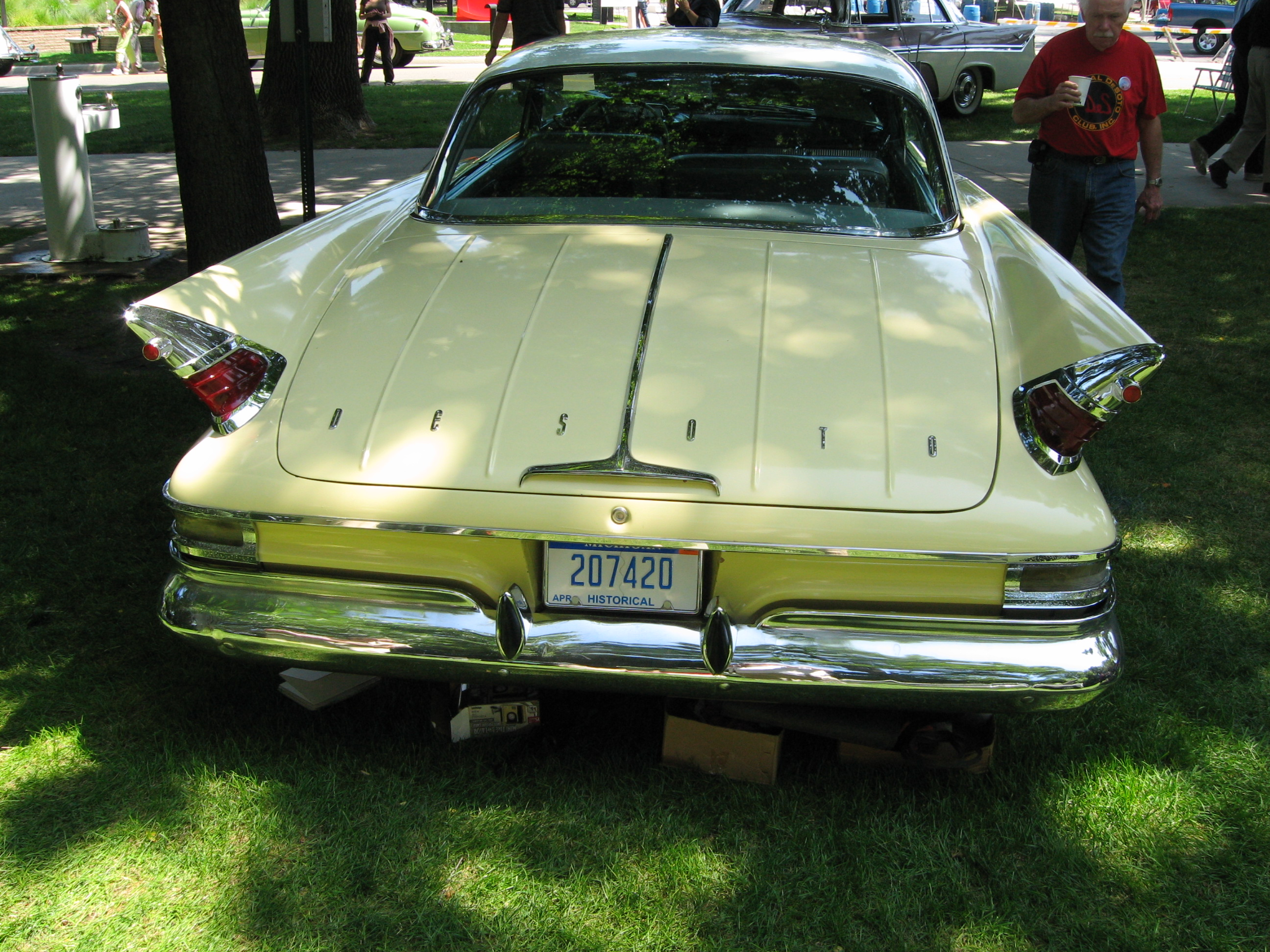
Una DeSoto due porte hard-top del 1961

Nel 1961 le voci sulla soppressione del marchio DeSoto si fecero sempre più insistenti. Inoltre, con l'introduzione della Chrysler Newport, che era una vettura delle stesse dimensioni, del medesimo prezzo e del design simile a quello delle DeSoto, non ci furono quasi più dubbi sulla prossima chiusura del marchio.

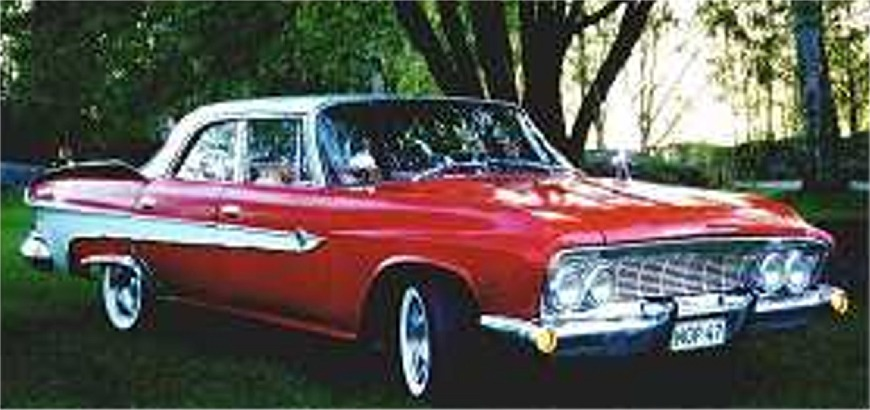
Una DeSoto Diplomat del 1961

Nel 1961 la DeSoto perse quasi definitivamente i suoi modelli, ricalcando quindi la storia della fine della Packard. Inoltre, come le ultime Packard, anche le DeSoto conclusive furono il frutto di un progetto discutibile. Gli ultimi esemplari condividevano il passo corto con la Chrysler Windsor ed avevano la calandra e le luci riviste. L'allestimento era però simile a quello delle Fireflite del 1960.
La decisione di sopprimere il marchio DeSoto fu annunciata il 30 novembre 1960. A quel tempo, i magazzini della Chrysler contenevano però componenti di vetture DeSoto per milioni di dollari, e così la compagnia aumentò gradualmente la commercializzazione per esaurire le scorte. I concessionari della Chrysler e della Plymouth, che furono obbligati a distribuire in franchising vetture DeSoto, non ricevettero nessun indennizzo per le vetture invendute del marchio. A peggiorare le cose vi fu anche il fatto che la Chrysler continuò ad inviare i modelli della gamma DeSoto ai concessionari, i quali, desiderosi di sbarazzarsene, furono costretti a venderli a prezzi stracciati, cioè in perdita. Dopo che i componenti in magazzino furono esauriti, le DeSoto furono sostituite dalla Chrysler Windsor.

## Gli autocarri
La Chrysler introdusse autocarri marcati DeSoto nel 1937 rifornendo un gran numero di punti vendita all'estero per i mezzi commerciali Dodge e Fargo, che erano costruiti negli Stati Uniti. Gli autocarri DeSoto erano dei veicoli Dodge rimarchiati tramite il badge engineering, ed erano fabbricati in Australia, Argentina, Spagna, Turchia e Regno Unito. In seguito la Chrysler terminò queste le operazioni nel mercato internazionale, anche se autocarri con marchio Fargo e DeSoto continuarono ad essere prodotti dalla Askam, in Turchia.

## I modelli di autovettura prodotti
- DeSoto Adventurer (1956–1960)
- DeSoto Airflow (1934–1936)
- DeSoto Airstream (1935–1936)
- DeSoto Custom (1946–1952)
- DeSoto Diplomat (1946-1962: solo esportazione)
- DeSoto Deluxe (1946–1952)
- DeSoto Firedome (1952–1959)
- DeSoto Fireflite (1955–1960)
- DeSoto Firesweep (1957–1959)
- DeSoto Powermaster (1953–1954)
- DeSoto Suburban (1946-1954)
- DeSoto CF-Series (1930–1932)
- DeSoto CK-Series (1930)
- DeSoto K-Series (1929–1930)
- DeSoto S-Series (1931–1957)

## Le pubblicità

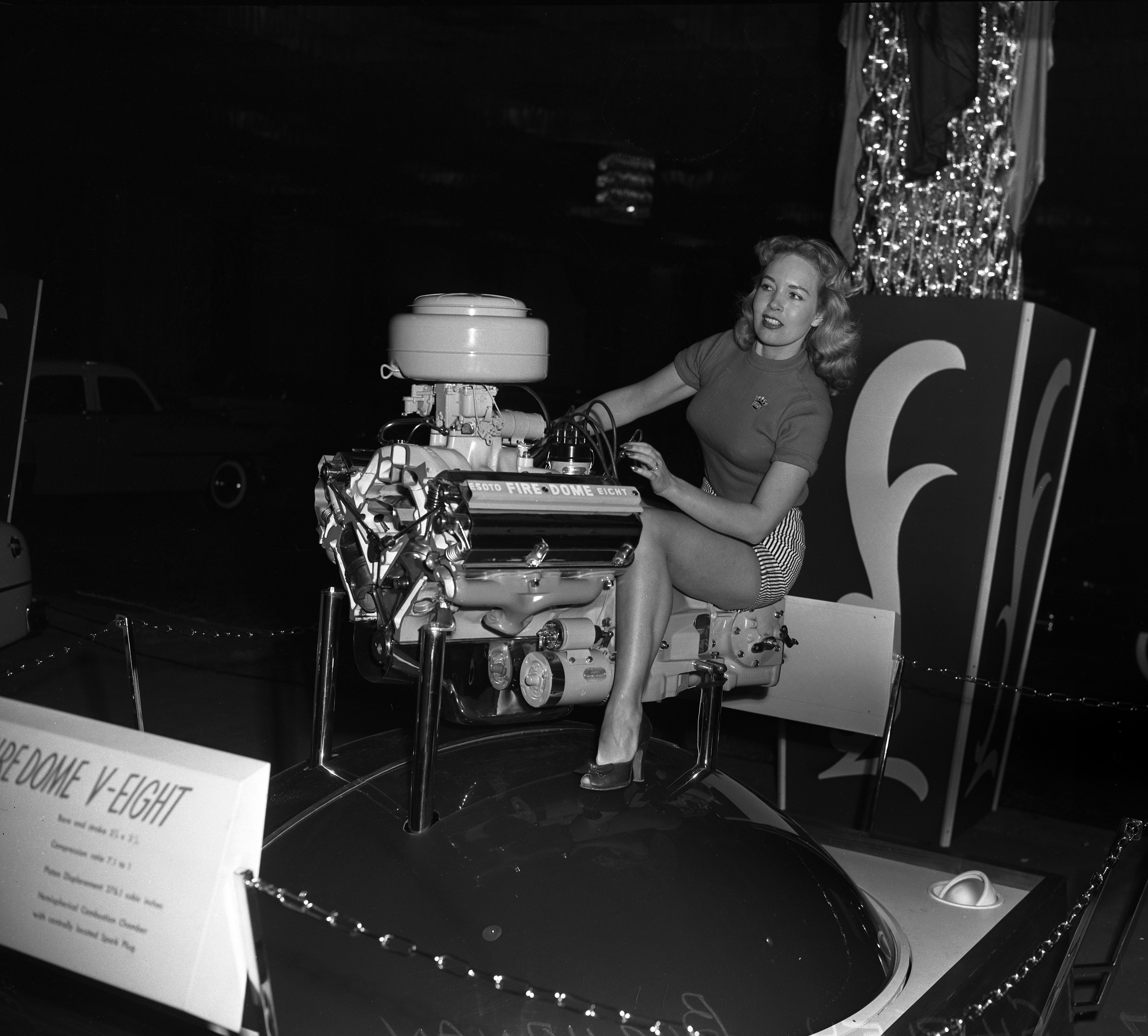
Il motore V8 della De Soto Firedome al salone dell’automobile di Los Angeles del 1952

La DeSoto sponsorizzò il quiz radiofonico, e poi televisivo, You Bet Your Life dal 1950 al 1958, dove il presentatore Groucho Marx promuoveva il prodotto raccomandando agli ascoltatori di visitare i concessionari DeSoto con la frase "tell 'em Groucho sent you" (“ditegli che vi manda Groucho”). Nella scenografia erano presenti i loghi Plymouth e DeSoto, che erano visibili per tutta la durata della trasmissione.
La popolare canzone di Cole Porter, "It's De-Lovely", con il permesso dell'autore, fu usata dalla DeSoto dal 1955 al 1957 per reclamizzare le proprie vetture. Lo slogan era "It's delovely, it's dynamic, it's DeSoto".

## Le DeSoto nei media

### Film
- Una DeSoto Airstream quattro porte berlina del 1936 compare nel film Il grande sonno.
- Una DeSoto quattro porte berlina del 1940 è usata nel film della Troma Space Zombie Bingo. L'esemplare compare verso la fine della pellicola in un inseguimento.
- Una DeSoto Custom del 1949 appare nel film Asfalto che scotta[4].
- Una DeSoto Custom coupé del 1948 compare nel film Viale del tramonto '.
- Una DeSoto Custom cabriolet del 1951 compare nel film Le feu aux poudres[5].
- Una DeSoto Firedome del 1954 è guidata da Walter Matthau nel film Genio per amore[6].
- Una DeSoto Fireflite cabriolet del 1956 compare nel film Le notti di Cabiria di Federico Fellini[7].
- Una DeSoto Firedome del 1956 è guidata da James Stewart nel film La donna che visse due volte di Alfred Hitchcock[8].
- Una DeSoto Fireflite cabriolet del 1956 compare nel film La vita a due[9].
- Una DeSoto Firesweep del 1959 compare nel film Interceptor - Il guerriero della strada.
- Una DeSoto Firesweep cabriolet 1959 appare nel film Mystery Date[10].
- Una DeSoto Fireflite cabriolet del 1959 compare nel film Il letto racconta, guidata da Rock Hudson.
- Una DeSoto quattro porte hard-top del 1961 compare nel film Mississippi Burning - Le radici dell'odio. Dalla vettura viene gettato per la strada un corpo[11].

### Fumetti
- Nel fumetto Piranha Club, Ernie Floyd guida una DeSoto Fireflite del 1957.
- Nel fumetto Shoe, il protagonista Cosmo Fishhawk guida una DeSoto rosa del 1959.
- Una DeSoto Adventurer del 1960 è l'auto dei protagonisti del fumetto Sam & Max e dei relativi videogiochi (Sam & Max Hit the Road, Sam & Max Season One, Sam & Max Season Two e Sam & Max: Season Three).

### Televisione
- Una DeSoto Suburban blu del 1948 è l'auto di Howard Cunningham nel telefilm Happy Days[12].
- Nella serie Sheriff of Cochise, John Bromfield guida una DeSoto familiare con vetri antiproiettile.
- Nel telefilm Buffy l'ammazzavampiri, durante le stagioni 2 e 3, Spike guida una DeSoto del 1959.